# Bevölkerung von Berlin

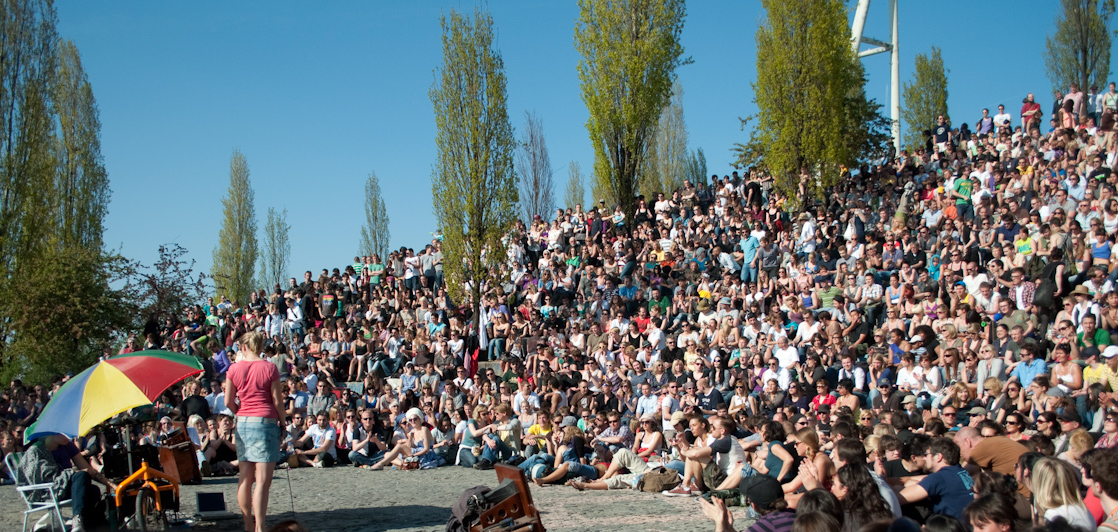
Berliner bei einem Freilicht-Konzert

Die Bevölkerung Berlins hatte am 31. Dezember 2024 nach amtlicher Bevölkerungsfortschreibung 3.685.265 Einwohner auf einer Fläche von 891,82 Quadratkilometern. Die Bevölkerungsdichte der Stadt betrug 4.132 Einwohner pro Quadratkilometer.
Berlin ist die nach Einwohnern größte deutsche Stadt und größte Stadt der Europäischen Union. Die Agglomeration Berlin hat 2022 rund 4,8 Millionen Einwohner, die Metropolregion Berlin-Brandenburg, die beide Bundesländer vollständig umfasst, über 6,2 Millionen Einwohner.

## Land Berlin
In Berlin lebten am 31. Dezember 2024 nach amtlicher Bevölkerungsfortschreibung 3.685.265 Einwohner auf einer Fläche von 891,82 Quadratkilometern. Die Bevölkerungsdichte der Stadt betrug 4.132 Einwohner pro Quadratkilometer.
Seit 2011 verzeichnet Berlin in absoluten Zahlen das jährlich größte Bevölkerungswachstum unter den Städten im deutschsprachigen Raum.

### Bezirke
Die folgende Tabelle enthält die Einwohnerzahlen der Verwaltungsbezirke auf Basis der kommunalen Melderegister. Die Summe der melderegisterbasierten Einwohnerzahlen entspricht aufgrund der unterschiedlichen Erhebungsverfahren nicht der amtlichen fortgeschriebenen Einwohnerzahl für das gesamte Land Berlin.

Die zwölf Bezirke von Berlin

| Bezirk                     | Bevölkerung |
| -------------------------- | ----------- |
| Mitte                      | 364.530     |
| Friedrichshain-Kreuzberg   | 266.583     |
| Pankow                     | 409.453     |
| Charlottenburg-Wilmersdorf | 323.507     |
| Spandau                    | 246.257     |
| Steglitz-Zehlendorf        | 295.786     |
| Tempelhof-Schöneberg       | 337.361     |
| Neukölln                   | 307.113     |
| Treptow-Köpenick           | 288.802     |
| Marzahn-Hellersdorf        | 282.847     |
| Lichtenberg                | 302.726     |
| Reinickendorf              | 260.300     |
| Berlin                     | 3.850.809   |

### Bevölkerungsentwicklung
| Jahr | Einwohner |
| ---- | --------- |
| 2001 | 318.082   |
| 2002 | 318.683   |
| 2003 | 315.665   |
| 2004 | 316.047   |
| 2005 | 318.276   |
| 2006 | 322.167   |
| 2007 | 323.021   |

| Jahr | Einwohner |
| ---- | --------- |
| 2008 | 323.303   |
| 2009 | 327.082   |
| 2010 | 326.650   |
| 2011 | 333.152   |
| 2012 | 339.974   |
| 2013 | 348.102   |
| 2014 | 356.506   |

| Jahr | Einwohner |
| ---- | --------- |
| 2015 | 363.236   |
| 2016 | 371.407   |
| 2017 | 377.965   |
| 2018 | 383.457   |
| 2019 | 385.748   |

| Jahr | Einwohner |
| ---- | --------- |
| 2001 | 245.712   |
| 2002 | 247.508   |
| 2003 | 249.267   |
| 2004 | 252.069   |
| 2005 | 255.181   |
| 2006 | 259.071   |
| 2007 | 260.437   |

| Jahr | Einwohner |
| ---- | --------- |
| 2008 | 262.251   |
| 2009 | 259.967   |
| 2010 | 261.090   |
| 2011 | 265.361   |
| 2012 | 269.471   |
| 2013 | 273.517   |
| 2014 | 275.691   |

| Jahr | Einwohner |
| ---- | --------- |
| 2015 | 278.393   |
| 2016 | 281.323   |
| 2017 | 283.974   |
| 2018 | 289.120   |
| 2019 | 290.386   |

| Jahr | Einwohner |
| ---- | --------- |
| 1920 | 94.656    |
| 1925 | 100.825   |
| 1933 | 141.333   |
| 1939 | 154.725   |
| 1946 | 143.962   |
| 1950 | 149.662   |
| 1961 | 134.826   |
| 1970 | 141.466   |
| 1987 | 115.538   |

| Jahr | Einwohner |
| ---- | --------- |
| 2001 | 334.086   |
| 2002 | 337.466   |
| 2003 | 339.608   |
| 2004 | 342.863   |
| 2005 | 345.953   |
| 2006 | 350.057   |
| 2007 | 354.558   |

| Jahr | Einwohner |
| ---- | --------- |
| 2008 | 356.933   |
| 2009 | 354.711   |
| 2010 | 360.017   |
| 2011 | 365.021   |
| 2012 | 370.937   |
| 2013 | 377.532   |
| 2014 | 384.367   |

| Jahr | Einwohner |
| ---- | --------- |
| 2015 | 389.976   |
| 2016 | 397.406   |
| 2017 | 402.289   |
| 2018 | 407.039   |
| 2019 | 409.335   |

| Jahr | Einwohner |
| ---- | --------- |
| 2001 | 310.760   |
| 2002 | 309.487   |
| 2003 | 308.855   |
| 2004 | 308.541   |
| 2005 | 308.902   |
| 2006 | 309.421   |
| 2007 | 310.064   |

| Jahr | Einwohner |
| ---- | --------- |
| 2008 | 310.763   |
| 2009 | 312.256   |
| 2010 | 312.240   |
| 2011 | 314.911   |
| 2012 | 319.289   |
| 2013 | 322.870   |
| 2014 | 326.354   |

| Jahr | Einwohner |
| ---- | --------- |
| 2015 | 330.468   |
| 2016 | 336.249   |
| 2017 | 338.831   |
| 2018 | 341.327   |
| 2019 | 343.592   |

| Jahr | Einwohner |
| ---- | --------- |
| 1925 | 111.629   |
| 1933 | 146.472   |
| 1939 | 170.384   |
| 1946 | 159.999   |
| 1950 | 166.161   |
| 1961 | 172.663   |
| 1970 | 197.687   |
| 1987 | 201.915   |

| Jahr | Einwohner |
| ---- | --------- |
| 2001 | 217.383   |
| 2002 | 218.267   |
| 2003 | 218.093   |
| 2004 | 218.010   |
| 2005 | 217.461   |
| 2006 | 216.936   |
| 2007 | 215.927   |
| 2008 | 215.939   |
| 2009 | 215.444   |
| 2010 | 218.094   |

| Jahr | Einwohner |
| ---- | --------- |
| 2011 | 220.645   |
| 2012 | 223.305   |
| 2013 | 226.868   |
| 2014 | 230.419   |
| 2015 | 234.630   |
| 2016 | 239.942   |
| 2017 | 242.143   |
| 2018 | 243.080   |
| 2019 | 245.197   |

| Jahr | Einwohner |
| ---- | --------- |
| 2001 | 285.585   |
| 2002 | 285.074   |
| 2003 | 285.007   |
| 2004 | 285.501   |
| 2005 | 285.580   |
| 2006 | 285.817   |
| 2007 | 289.970   |

| Jahr | Einwohner |
| ---- | --------- |
| 2008 | 288.060   |
| 2009 | 289.718   |
| 2010 | 291.700   |
| 2011 | 293.692   |
| 2012 | 295.746   |
| 2013 | 298.200   |
| 2014 | 299.268   |

| Jahr | Einwohner |
| ---- | --------- |
| 2015 | 299.765   |
| 2016 | 304.086   |
| 2017 | 307.076   |
| 2018 | 308.077   |
| 2019 | 310.071   |

| Jahr | Einwohner |
| ---- | --------- |
| 2001 | 333.489   |
| 2002 | 331.949   |
| 2003 | 330.514   |
| 2004 | 329.059   |
| 2005 | 327.765   |
| 2006 | 326.842   |
| 2007 | 325.951   |

| Jahr | Einwohner |
| ---- | --------- |
| 2008 | 326.867   |
| 2009 | 328.097   |
| 2010 | 329.245   |
| 2011 | 329.361   |
| 2012 | 328.428   |
| 2013 | 331.822   |
| 2014 | 335.767   |

| Jahr | Einwohner |
| ---- | --------- |
| 2015 | 341.161   |
| 2016 | 346.108   |
| 2017 | 348.739   |
| 2018 | 351.429   |
| 2019 | 350.984   |

| Jahr | Einwohner |
| ---- | --------- |
| 1920 | 279.732   |
| 1925 | 290.327   |
| 1933 | 315.632   |
| 1939 | 303.170   |
| 1946 | 274.560   |
| 1950 | 286.581   |
| 1961 | 277.412   |
| 1970 | 281.470   |
| 1987 | 290.259   |

| Jahr | Einwohner |
| ---- | --------- |
| 2001 | 303.881   |
| 2002 | 303.932   |
| 2003 | 303.199   |
| 2004 | 302.171   |
| 2005 | 302.129   |
| 2006 | 301.733   |
| 2007 | 302.797   |
| 2008 | 305.517   |
| 2009 | 307.650   |

| Jahr | Einwohner |
| ---- | --------- |
| 2010 | 307.204   |
| 2011 | 313.245   |
| 2012 | 318.356   |
| 2013 | 322.153   |
| 2014 | 325.716   |
| 2015 | 328.062   |
| 2016 | 327.522   |
| 2017 | 329.387   |
| 2018 | 330.786   |
| 2019 | 329.917   |

| Jahr | Einwohner |
| ---- | --------- |
| 2001 | 230.967   |
| 2002 | 230.533   |
| 2003 | 231.514   |
| 2004 | 232.586   |
| 2005 | 233.094   |
| 2006 | 234.313   |
| 2007 | 234.979   |

| Jahr | Einwohner |
| ---- | --------- |
| 2008 | 236.082   |
| 2009 | 237.753   |
| 2010 | 239.374   |
| 2011 | 241.487   |
| 2012 | 243.844   |
| 2013 | 245.951   |
| 2014 | 249.440   |

| Jahr | Einwohner |
| ---- | --------- |
| 2015 | 253.333   |
| 2016 | 259.524   |
| 2017 | 264.999   |
| 2018 | 269.775   |
| 2019 | 273.689   |

| Jahr | Einwohner |
| ---- | --------- |
| 2001 | 256.089   |
| 2002 | 252.802   |
| 2003 | 249.676   |
| 2004 | 248.561   |
| 2005 | 247.572   |
| 2006 | 247.130   |
| 2007 | 246.193   |

| Jahr | Einwohner |
| ---- | --------- |
| 2008 | 244.637   |
| 2009 | 244.165   |
| 2010 | 246.225   |
| 2011 | 249.232   |
| 2012 | 251.879   |
| 2013 | 254.226   |
| 2014 | 256.173   |

| Jahr | Einwohner |
| ---- | --------- |
| 2015 | 259.373   |
| 2016 | 262.015   |
| 2017 | 266.684   |
| 2018 | 268.739   |
| 2019 | 269.967   |

| Jahr   | Einwohner |
| ------ | --------- |
| 1900 1 | 58.030    |
| 1910 1 | 164.221   |
| 1919 1 | 183.706   |
| 1925   | 198.832   |
| 1932   | 232.209   |
| 1933   | 241.186   |
| 1939 2 | 196.811   |
| 1945   | 145.388   |
| 1946   | 157.721   |
| 1947   | 158.700   |
| 1949   | 162.500   |

| Jahr   | Einwohner |
| ------ | --------- |
| 1950   | 163.375   |
| 1961   | 157.668   |
| 1965   | 168.897   |
| 1970   | 170.133   |
| 1981   | 186.605   |
| 1987 3 | 178.187   |
| 1990   | 167.362   |
| 1993   | 167.261   |
| 1994   | 168.135   |
| 1995   | 168.280   |
| 1997   | 163.200   |

| Jahr   | Einwohner |
| ------ | --------- |
| 2000   | 154.375   |
| 2001 4 | 254.691   |
| 2002   | 253.754   |
| 2003   | 252.267   |
| 2004   | 251.202   |
| 2005   | 252.401   |
| 2006   | 252.042   |
| 2007   | 250.811   |
| 2008   | 251.059   |
| 2009   | 251.626   |
| 2010   | 253.539   |

| Jahr | Einwohner |
| ---- | --------- |
| 2011 | 256.280   |
| 2012 | 260.505   |
| 2013 | 264.858   |
| 2014 | 268.465   |
| 2015 | 275.142   |
| 2016 | 283.121   |
| 2017 | 286.246   |
| 2018 | 290.493   |
| 2019 | 294.201   |

| Jahr | Einwohner |
| ---- | --------- |
| 1925 | 105.467   |
| 1933 | 164.319   |
| 1939 | 200.531   |
| 1946 | 192.201   |
| 1950 | 205.930   |
| 1961 | 215.892   |
| 1970 | 238.736   |
| 1987 | 238.671   |

| Jahr | Einwohner |
| ---- | --------- |
| 2001 | 246.507   |
| 2002 | 246.793   |
| 2003 | 246.577   |
| 2004 | 246.498   |
| 2005 | 245.122   |
| 2006 | 243.276   |
| 2007 | 242.150   |
| 2008 | 241.432   |
| 2009 | 241.203   |
| 2010 | 242.084   |

| Jahr | Einwohner |
| ---- | --------- |
| 2011 | 244.727   |
| 2012 | 247.887   |
| 2013 | 251.325   |
| 2014 | 254.000   |
| 2015 | 256.617   |
| 2016 | 261.919   |
| 2017 | 263.597   |
| 2018 | 264.826   |
| 2019 | 266.408   |

## Altersaufbau
Berlin erfährt seit dem Jahr 2000 einen erheblichen Zuzug von Menschen im Alter von 25–40 Jahren. Der Zuzug aus allen Regionen Deutschlands, der Europäischen Union und weiterer Staaten hat seitdem die Alterszusammensetzung zugunsten der jüngeren Jahrgänge verändert.
Im Jahr 2004 lag das durchschnittliche Alter der Berliner Bevölkerung bei 41,7 Jahren. 2019 lag das Durchschnittsalter in Berlin bei 42,6 Jahren (Deutschland: 44,5 im Jahr 2019 / EU-27: 43,9 im Jahr 2020). Berlin war damit das zweitjüngste Bundesland in Deutschland. Die Bezirke Mitte und Friedrichshain-Kreuzberg waren die Bezirke mit dem geringsten Durchschnittsalter.
Der Anteil der unter 20-Jährigen lag im Jahr 2019 bei 18 Prozent. Der Anteil der über 65-Jährigen bei 19 Prozent.
Die am häufigsten in Berlin vertretenen Jahrgänge waren im Jahr 2020 sowohl bei den Frauen als auch bei den Männern die Jahrgänge 1985, 1986, 1987, 1988, 1989, 1990 und 1991.

## Gesundheit
Durch den geringen Grad der Digitalisierung im deutschen Gesundheitssystem sowie zahlreicher gesetzlicher Bestimmungen gibt es nur wenig umfassende Datenerhebungen zu dem Gesundheitszustand der Berliner Bevölkerung.

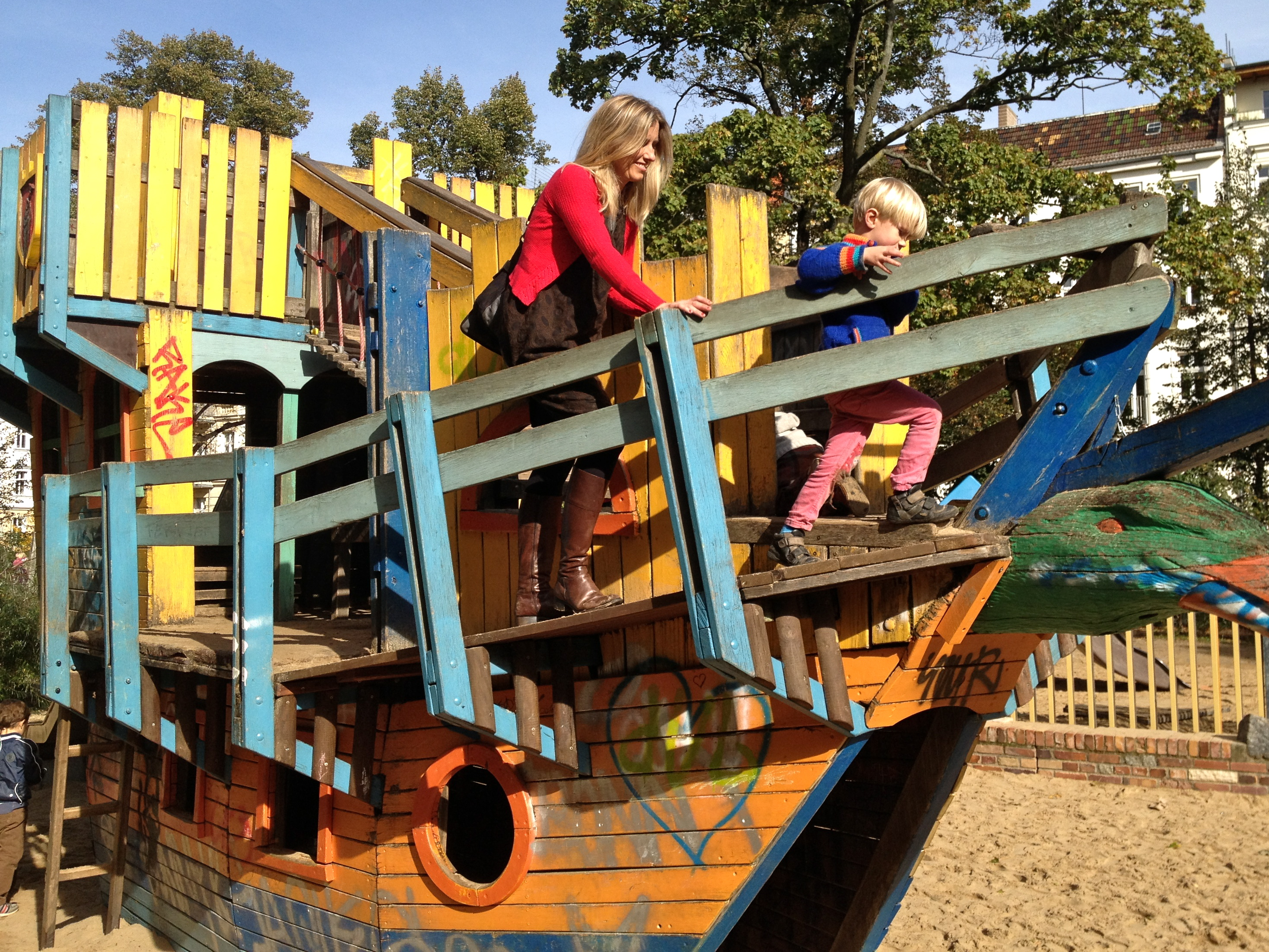
Berliner Mutter mit Kind

Die durchschnittliche Lebenserwartung bei der Geburt im Zeitraum 2017 bis 2019 lag nach Angaben des Statistischen Bundesamtes in der Gesamtbevölkerung des Landes Berlin bei 80,96 Jahren. Bei der männlichen Bevölkerung lag die Lebenserwartung bei durchschnittlich 78,56 Jahren. Bei der weiblichen Bevölkerung bei durchschnittlich 83,36 Jahren.
Im Jahr 2020 wurden in Berlin 38 690 Kinder geboren. Die zusammengefasste Geburtenziffer lag bei 1,37 Kindern je Frau im gebärfähigen Alter (Deutschland: 1,52 / EU: 1,52). Das Durchschnittsalter der Mütter bei der Geburt ihres Kindes lag bei 32,1 Jahren. Frauen, die ihr erstes Kind zur Welt brachten, waren im Schnitt 30 Jahre alt (Deutschland: 30,2 Jahre). Im Jahr 2020 verstarben 37 640 Berlinerinnen und Berliner.
Krankheiten des Herz-Kreislaufsystems waren 2019 in Berlin-Brandenburg mit 34,5 % die häufigste Todesursache. In Berlin starben insgesamt 11 132 Personen daran. Die Mehrheit der Verstorbenen war älter als 65 Jahre. Das durchschnittliche Sterbealter bei diesem Krankheitsbild betrug in Berlin 81,4 Jahre. Zweithäufigste Todesursache waren mit 9 251 Verstorbenen in Berlin die bösartigen Neubildungen. Mit einem Anteil von 30,5 % betraf dies vor allem die Verdauungsorgane und mit 21,3 % die Atmungsorgane.

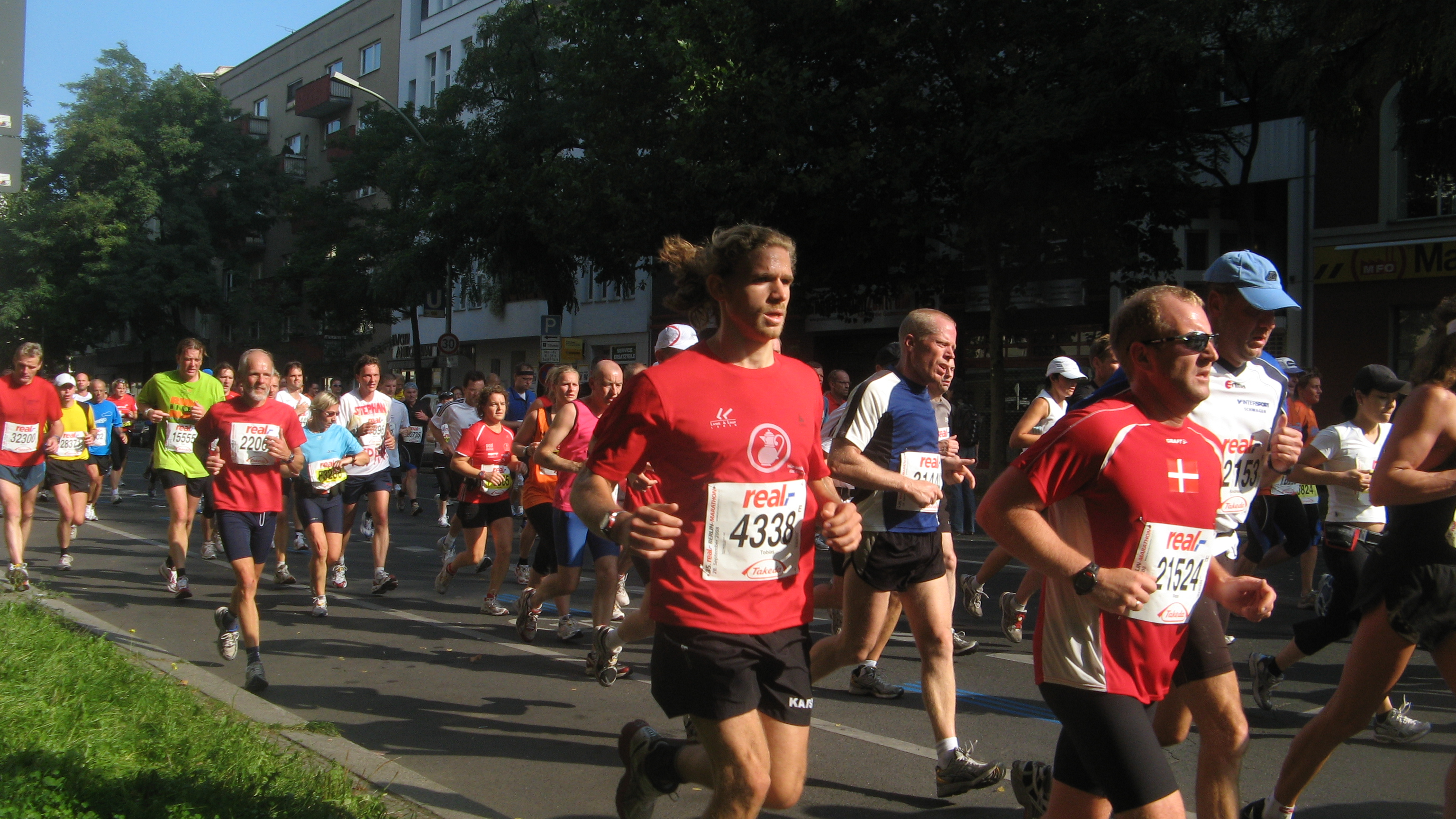
Berliner beim Marathon

Im Jahr 2020 sind 46,7 % der Berliner und Berlinerinnen im Alter von 18 Jahren und älter übergewichtig (BMI ≥ 25,0 kg/m²). 15,2 % weisen eine Adipositas (BMI ≥ 30,0 kg/m²) auf. Männer sind häufiger übergewichtig als Frauen. Während Männer häufiger eine Präadipositas als Frauen aufweisen, sind Frauen häufiger adipös als Männer.
Spätestens seit 2015 wächst in der Berliner Bevölkerung, wie auch in weiten Teilen Deutschlands, die Internet-, Gaming-, und Handysucht. Insbesondere unter jungen Menschen ist der Prozentsatz an Süchtigen überdurchschnittlich hoch. Die Folgen für die betroffenen Gruppen sind nicht selten Depression, motorische Defizite, Einsamkeitsempfinden, Konzentrationsschwächen, soziale Bindungsprobleme und Lernschwächen.
Im Jahr 2023 waren insgesamt 729.622 Mitgliedschaften im Landessportbund Berlin verzeichnet.

## Sprachen

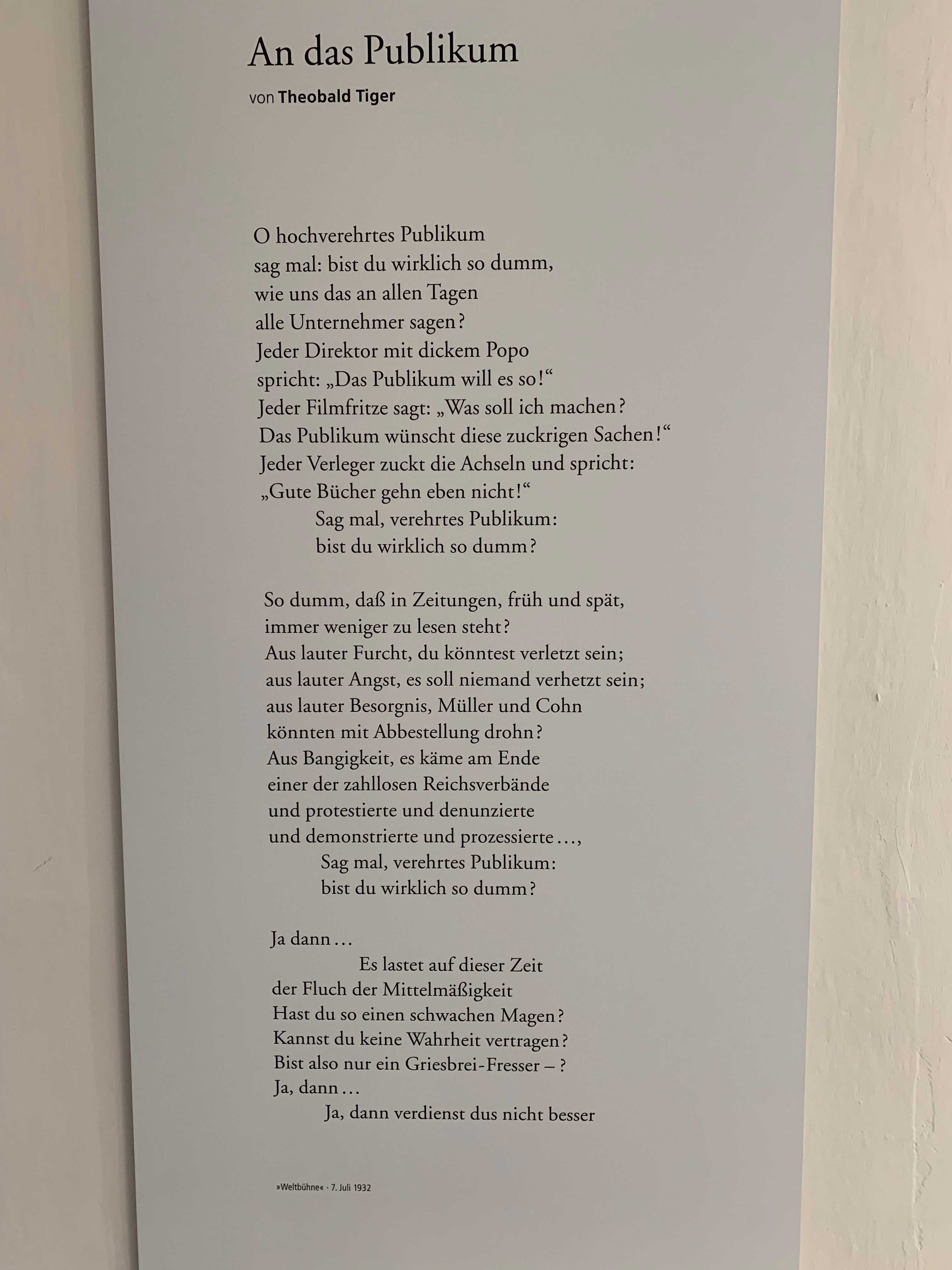
Deutsche Sprache im Text

Die Amtssprache in Berlin ist Deutsch. Deutsch ist eine westgermanische Sprache, die von etwa 90 bis 105 Millionen Menschen gesprochen wird. Die deutsche Sprache ist die meistgesprochene Muttersprache in der Europäischen Union und eine der drei Arbeitssprachen der EU.
Bundesdeutsches Hochdeutsch ist die am häufigsten gesprochene und geschriebene Standardvarietät in der Metropole. Daneben werden in Berlin mehrere dem Deutschen entlehnte Metrolekte verwendet. Dabei handelt es sich um urbane Sprachmischungen, die nicht nur regionalen Ursprungs sind, sondern durch Mischung von Dialekten und Akzenten unterschiedlicher Herkunft entstanden.
Durch die große Zahl an Bewohnern mit Migrationsgeschichte werden in Berlin neben der Amtssprache mehr als 100 Sprachen in Zuwandererfamilien gesprochen.

## Arbeitsmarkt
Die Zahl der Erwerbstätigen in Berlin lag im Jahr 2021 bei 2,09 Millionen Personen. Das waren 22.000 mehr als im Vorjahr. Berlin verzeichnete damit die größte Zuwachsrate bei der Zahl der Erwerbstätigen unter den deutschen Ländern. Im Jahr 2020 lebten 830.461 gering- bis unbeschäftigte Rentenempfängerinnen und Rentner in der Stadt.

## Bevölkerungsgruppen

Einwohnerinnen und Einwohner ohne Migrationshintergrund in Berlin am 31. Dezember 2020 nach Bezirken

Im Jahr 2020 lebten fast 125.000 deutsche Staatsbürger mit einer Herkunft außerhalb Deutschlands, aber aus der Europäischen Union in Berlin. Davon ist fast die Hälfte polnischer Abstammung. Außerdem leben rund 8.000 deutsche Staatsbürger mit Abstammung aus dem Vereinigten Königreich in Berlin. Rund 27.000 stammen aus dem ehemaligen Jugoslawien, 80.000 aus der ehemaligen Sowjetunion, davon 33.000 aus Russland, 20.000 aus Kasachstan und 10.000 aus der Ukraine. Rund 190.000 stammen aus islamischen Ländern, davon 84.000 aus der Türkei, 10.000 aus dem Iran, 55.000 aus arabischen Ländern, davon wiederum 22.000 aus dem Libanon und 5.000 aus Syrien. Etwas mehr als je 10.000 stammen aus Vietnam oder den Vereinigten Staaten. 75.000 Berliner sind nicht eindeutig einem Herkunftsgebiet zuzuordnen.
Am 30. Juni 2020 lebten offiziell 778.420 Einwohnerinnen und Einwohner ohne deutsche Staatsangehörigkeit aus 190 Staaten in Berlin. Das entsprach rund 20,7 Prozent der Gesamtbevölkerung. Mehr als 250.000 Ausländer stammten aus der Europäischen Union, davon etwa ein Fünftel Polen. Ein weiteres Fünftel der ausländischen Berliner sind Staatsbürger von Staaten der ehemaligen Sowjetunion, ein Fünftel sind Staatsbürger von Staaten des ehemaligen Jugoslawien und etwa ein Drittel Staatsangehörige islamischer Länder. Davon sind jeweils etwa 100.000 ausländische Berliner Staatsbürger der Türkei oder arabischer Länder, unter letzteren mehr als 40.000 Syrer. Rund 22.000 der ausländischen Berliner sind amerikanische Staatsbürger.
| Bezirk                     | Gesamtzahl der Bewohner | Anteil Ausländer / Migrations- hintergrund | Anteil Deutsche | Deutsche ohne Migrations- hintergrund | Deutsche mit Migrations- hintergrund | Ausländische Staatsangehörige |
| -------------------------- | ----------------------- | ------------------------------------------ | --------------- | ------------------------------------- | ------------------------------------ | ----------------------------- |
| Mitte                      | 0373.944                | 51,1 %                                     | 67,2 %          | 48,9 %                                | 18,3 %                               | 32,8 %                        |
| Friedrichshain-Kreuzberg   | 0281.860                | 41,2 %                                     | 74,4 %          | 58,8 %                                | 15,6 %                               | 25,6 %                        |
| Pankow                     | 0398.732                | 18,9 %                                     | 87,8 %          | 81,1 %                                | 6,7 %                                | 12,2 %                        |
| Charlottenburg-Wilmersdorf | 0338.405                | 40,0 %                                     | 75,6 %          | 60,0 %                                | 15,6 %                               | 24,4 %                        |
| Spandau                    | 0240.998                | 34,4 %                                     | 81,5 %          | 65,6 %                                | 15,9 %                               | 18,5 %                        |
| Steglitz-Zehlendorf        | 0305.430                | 25,7 %                                     | 86,3 %          | 74,3 %                                | 12,0 %                               | 13,7 %                        |
| Tempelhof-Schöneberg       | 0347.927                | 35,5 %                                     | 80,6 %          | 64,5 %                                | 16,1 %                               | 19,4 %                        |
| Neukölln                   | 0328.659                | 44,3 %                                     | 75,2 %          | 55,7 %                                | 19,6 %                               | 24,8 %                        |
| Treptow-Köpenick           | 0262.543                | 12,9 %                                     | 91,9 %          | 87,1 %                                | 4,8 %                                | 8,1 %                         |
| Marzahn-Hellersdorf        | 0264.461                | 17,0 %                                     | 91,0 %          | 83,0 %                                | 8,0 %                                | 9,0 %                         |
| Lichtenberg                | 0283.334                | 22,4 %                                     | 85,8 %          | 77,6 %                                | 8,1 %                                | 14,2 %                        |
| Reinickendorf              | 0262.683                | 31,0 %                                     | 83,4 %          | 69,0 %                                | 14,5 %                               | 16,6 %                        |

Berlin hat in Europa die größte türkische Gemeinde außerhalb der Türkei. Im Jahr 2019 erhielten 6.830 Ausländer die deutsche Staatsangehörigkeit.
| Staatsangehörigkeit Herkunft        | Einwohner nach Staatsangehörigkeit | Deutsche Staatsbürger nach Herkunft |
| ----------------------------------- | ---------------------------------- | ----------------------------------- |
| Deutschland                         | 2.984.036                          | 2.435.531                           |
| Türkei                              | 98.814                             | 83.707                              |
| Polen                               | 55.593                             | 57.507                              |
| Syrien                              | 40.574                             | 5.306                               |
| Italien                             | 31.355                             | 8.530                               |
| Bulgarien                           | 30.645                             | 4.935                               |
| Russland                            | 26.913                             | 33.303                              |
| Rumänien                            | 24.463                             | 5.227                               |
| Vereinigte Staaten                  | 22.175                             | 10.231                              |
| Serbien                             | 20.154                             | 9.188                               |
| Frankreich                          | 19.590                             | 8.966                               |
| Vietnam                             | 19.475                             | 11.277                              |
| Vereinigtes Königreich              | 16.092                             | 8.141                               |
| Spanien                             | 14.840                             | 4.689                               |
| Griechenland                        | 14.458                             | 4.958                               |
| Indien                              | 14.161                             | */*                                 |
| Kroatien                            | 13.890                             | 4.146                               |
| Afghanistan                         | 13.626                             | */*                                 |
| Ukraine                             | 13.570                             | 9.903                               |
| Volksrepublik China                 | 13.155                             | */*                                 |
| Bosnien und Herzegowina             | 12.398                             | 4.761                               |
| Österreich                          | 11.838                             | 5.247                               |
| Irak                                | 9.396                              | */*                                 |
| Iran                                | 9.039                              | 9.728                               |
| Libanon                             | 8.321                              | 21.980                              |
| Brasilien                           | 7.572                              | */*                                 |
| Nordmazedonien                      | 6.853                              | */*                                 |
| Niederlande                         | 6.810                              | */*                                 |
| Schweiz                             | 6.201                              | */*                                 |
| Ungarn                              | 6.199                              | */*                                 |
| Portugal                            | 5.461                              | */*                                 |
| Israel                              | 5.406                              | */*                                 |
| Südkorea                            | 5.327                              | */*                                 |
| Ägypten                             | 5.301                              | */*                                 |
| Kosovo                              | 5.088                              | */*                                 |
| Thailand                            | 4.959                              | */*                                 |
| Pakistan                            | 4.460                              | */*                                 |
| Australien                          | 4.416                              | */*                                 |
| Japan                               | 4.369                              | */*                                 |
| Schweden                            | 4.223                              | */*                                 |
| * Nicht ausgewiesene Statistikwerte |                                    |                                     |

## Zugehörigkeit zu Religionsgemeinschaften
Das Land Berlin war 2022 eines von zehn deutschen Bundesländern, in denen der Anteil der beiden großen Kirchen an der Einwohnerzahl unter 50 % liegt. Dies waren außer Berlin die fünf östlichen Länder, drei nördliche Länder (Hamburg seit 1995, Bremen seit 2014 und Schleswig-Holstein seit 2019) und Hessen seit 2022.
Mit Stand Dezember 2024 waren 11,5 % der Einwohner evangelisch, 6,8 % katholisch und 81,7 % gehörten einer sonstigen Glaubensgemeinschaft an oder waren konfessionslos.
| Bezirk                     | evangelisch | römisch-katholisch | sonstige bzw. keine Religionszugehörigkeit | Insgesamt |
| -------------------------- | ----------- | ------------------ | ------------------------------------------ | --------- |
| Steglitz-Zehlendorf        | 20,2        | 09,9               | 70,0                                       | 100       |
| Reinickendorf              | 16,6        | 08,3               | 75,1                                       | 100       |
| Spandau                    | 15,5        | 08,1               | 76,4                                       | 100       |
| Tempelhof-Schöneberg       | 15,1        | 08,1               | 76,8                                       | 100       |
| Charlottenburg-Wilmersdorf | 13,9        | 09,3               | 76,8                                       | 100       |
| Neukölln                   | 11,8        | 07,2               | 81,0                                       | 100       |
| Pankow                     | 09,5        | 05,5               | 85,0                                       | 100       |
| Mitte                      | 08,9        | 07,1               | 83,9                                       | 100       |
| Friedrichshain-Kreuzberg   | 08,3        | 05,8               | 85,9                                       | 100       |
| Treptow-Köpenick           | 07,8        | 04,0               | 88,1                                       | 100       |
| Lichtenberg                | 05,7        | 03,8               | 90,5                                       | 100       |
| Marzahn-Hellersdorf        | 05,7        | 03,4               | 90,9                                       | 100       |
| Berlin insgesamt           | 11,5        | 06,8               | 81,7                                       | 100       |

Beim Zensus 2011 wurde ermittelt, dass 21,5 % der Berliner Bevölkerung der evangelischen Landeskirche angehörten, 9,5 % der römisch-katholischen Kirche und 69,0 % gehörten sonstigen oder keiner Glaubensgemeinschaft an.
Über die Zahl der in Berlin lebenden Muslime liegen keine genauen Angaben vor. Die Zugehörigkeit zum Islam ist statistisch nicht exakt zu erheben, da in der Bundesrepublik Deutschland keine Pflicht zur Angabe der Religionszugehörigkeit besteht und so weder der islamische Glauben noch die Mitgliedschaft in islamischen Gemeinden behördlicherseits systematisch erfasst wird.